# Ulaanbaatar City FC
El Ulaanbaatar City FC es un equipo de fútbol de Mongolia que juega en la Liga de Fútbol de Mongolia, la primera división de fútbol en el país.

## Historia
Fue fundado el 19 de marzo de 2016 en la capital Ulán Bator luego de que el IT Group adquiriera la licencia del Khangarid City FC por 15 millones de tugriks.
Su primera temporada fue la del 2017 y al inicio jugaron sus partidos de local en el MFF Football Centre hasta el verano de ese año que se mudaron al G-Mobile Arena, el quinto estadio construido para el fútbol en Mongolia.
En su temporada de debut lograron ganar la Copa de Mongolia y terminaron en segundo lugar de la liga; y un año después ganaron el título de la supercopa.

## Palmarés
- Liga mongola de fútbol: 1

2019
- Copa de Mongolia: 1

2017
- Supercopa de Mongolia: 1

2018

## Entrenadores
| Nombre                 | Periodo                       |
| ---------------------- | ----------------------------- |
| Rodrigo Hernando       | Julio de 2016-octubre de 2016 |
| Manuel Retamero Fraile | Julio 2017-junio de 2018      |
| Steve Nicholls         | Junio 2018-                   |